# 거제 외간리 동백나무
거제 외간리 동백나무(巨濟 外看里 동백나무)는 대한민국 경상남도 거제시 거제면 외간리에 있는 동백나무이다. 1991년 12월 23일 경상남도의 기념물 제111호로 지정되었다.

## 개요
동백나무는 차나무과에 속하는 나무로 우리나라를 비롯하여 일본·중국 등의 따뜻한 지방에 분포하고 있다. 우리나라에서는 남쪽 해안이나 섬에서 자란다. 꽃은 붉은색으로 이른봄에 피는데 매우 아름다우며 꽃이 피는 시기에 따라 춘백(春栢), 추백(秋栢), 동백(冬栢)으로 부른다.
외간리의 동백나무는 이정묵씨 집터 안에 자리하고 있으며, 동서로 두 그루의 나무가 마주보고 서 있다하여 마을 사람들은 부부나무라고 부른다. 나무의 나이는 200년 정도로 추정되며, 높이 7m, 둘레 2m로 가지와 잎이 무성하다.
마을 사람들은 부부나무를 가정의 화목과 마을의 안녕을 지켜주는 수호목으로 신성시 여겨 해마다 12월 마지막날이면 나무 밑에서 마을제사를 지낸다.

## 참고 문헌
- 거제외간리동백나무 - 국가유산청 국가유산포털